# Eurystheus

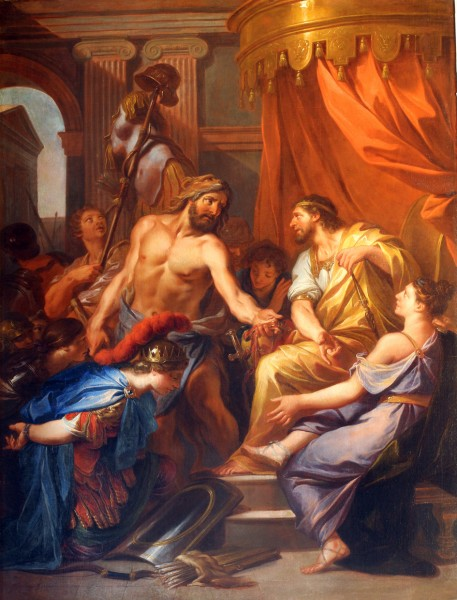
Hercule apporte à Eurysthée la ceinture de la reine des Amazones, tranh của Daniel Sarrabat

Trong thần thoại Hy Lạp, Eurystheus (/jʊəˈrɪsθiəs/; tiếng Hy Lạp cổ: Εὐρυσθεύς, IPA: [eu̯rystʰěu̯s]) là vua của Tiryns, một trong ba thành trì của người Mycenaean ở Argolid, mặc dù các tác giả khác gồm Homer và Euripides cho ông là người cai trị Argos.

## Gia đình
Eurystheus là con trai của vua Sthenelus với Nicippe (còn được gọi là Antibia hay Archippe), và ông là cháu nội của người anh hùng Perseus. Các chị em của ông gồm Alcyone và Medusa (Astymedusa).
Eurystheus cưới Antimache, con gái hoàng tử Amphidamas của Arcadia. Con cái của họ gồm Admete, Alexander, Eurybius, Mentor, Perimedes, Iphimedon và Eurypylus.

## Thần thoại

### Mười hai chiến công của Heracles
Amphitryon, cha dượng người phàm trần của Heracles là cháu nội của Perseus. Vì cha của Amphitryon (Alcaeus) lớn tuổi hơn cha của Eurystheus (Sthenelus), Amphitryon đã có thể được kế vị ngai vàng để cai trị vương quốc. Nhưng Sthenelus đã trục xuất Amphitryon vì đã vô tình giết chết người con trai lớn nhất trong gia đình (Electryon). 
Một thời gian ngắn trước khi Heracles ra đời, thần Zeus (cha ruột của Heracles) tuyên bố rằng hậu duệ tiếp theo của Perseus được sinh ra sẽ được cai trị vương quốc. Sau khi Hera, vợ của Zeus yêu cầu ông tuyên thệ về điều đó, bà đã từ Đỉnh Olympus xuống Argos. Hera khiến cho vợ của Sthenelus sinh ra Eurystheus khi bà mới mang thai được bảy tháng, trong khi đó lại ngăn Alcmene sinh ra Heracles sớm. Điều này đã dẫn đến kết quả là người hậu duệ kế tiếp ở đây sẽ trở thành vua là Eurystheus chứ không phải là Heracles.
Sau này, Heracles phải phục vụ dưới trướng vua Eurystheus trong mười năm bằng việc hoàn thành những nhiệm vụ do Eurystheus giao cho, điều này là để Heracles trả giá cho việc đã giết chết vợ con mình trong cơn điên loạn.

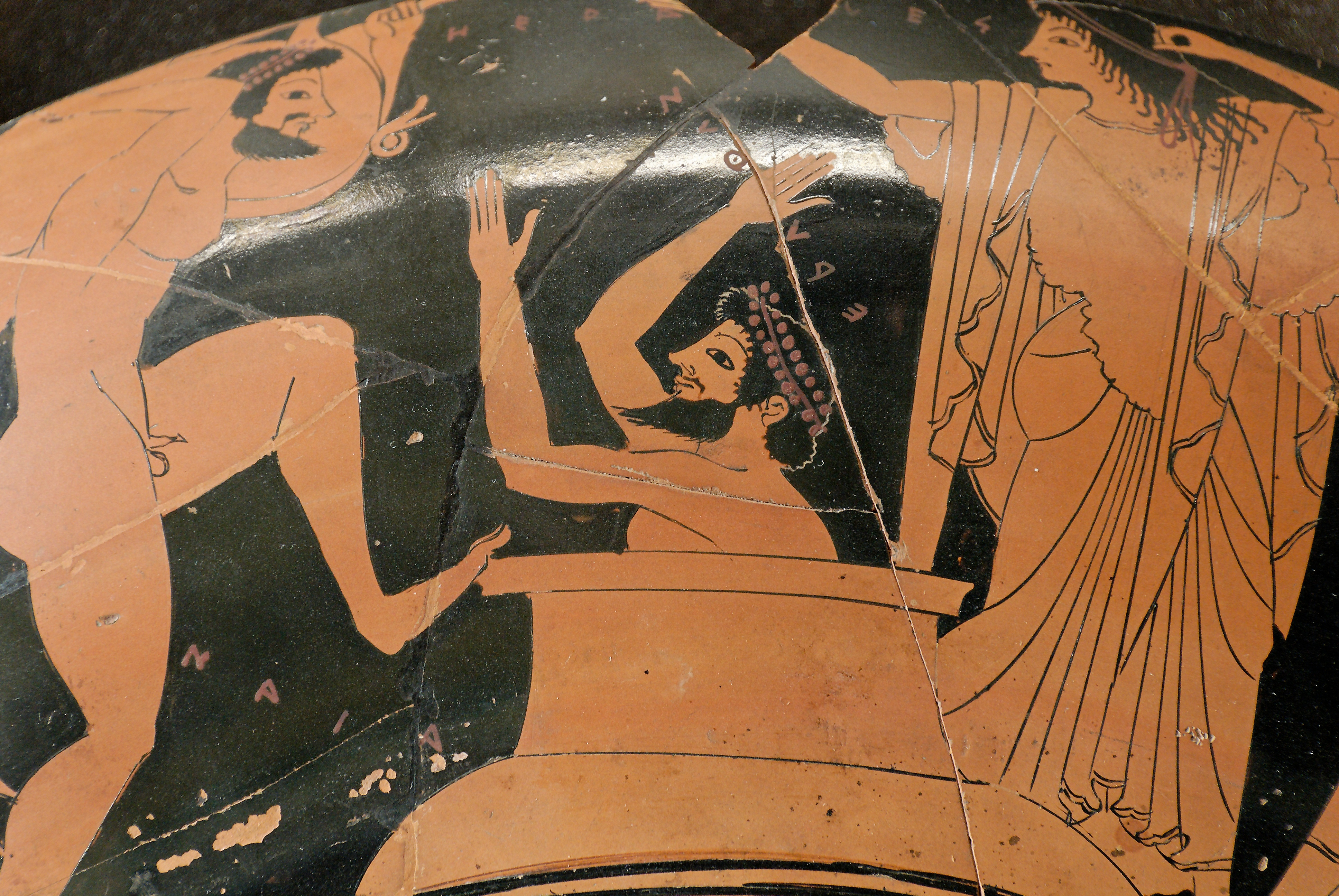
Eurystheus trốn trong chiếc bình cổ khi Heracles đem về con lợn rừng Erymanthian. Mặt A trên một bình uống cổ của Oltos ra đời khoảng năm 510 trước Công nguyên, hiện đang được trưng bày tại Louvre.

Nhiệm vụ đầu tiên của Heracles là phải tiêu diệt sư tử Nemea và mang về bộ lông của nó. Heracles quyết định khoác lên người mình bộ lông sư tử sau khi hoàn thành nhiệm vụ. Eurystheus sợ hãi trước bộ dạng đó của Heracles đến mức phải ẩn mình trong chiếc bình rượu bằng đồng kín, và kể từ đó mọi nhiệm vụ giao cho Heracles đều được truyền đạt qua sứ giả Copreus.
Với chiến công thứ hai là đi tiêu diệt mãng xà Hydra, Heracles đi cùng cháu trai mình là Iolaus với vai trò là bạn đồng hành. Khi Eurystheus phát hiện ra cháu trai của Heracles đã tham gia giúp đỡ để hoàn thành chiến công, ông ta tuyên bố rằng chiến công đó không được Heracles tự hoàn thành và kết quả của cuộc chiến không được tính vào mười nhiệm vụ được giao cho anh.
Nhiệm vụ thứ ba của Eurystheus không phải là đi giết quái vật nữa, mà là đi bắt sống hươu Ceryneian, một con hươu cái bờm vàng bất khả xâm phạm của nữ thần Artemis. Heracles biết rằng mình phải trả lại con hươu như lời mình đã hứa với Artemis, thế nên anh đồng ý sẽ giao lại con hươu với điều kiện Eurystheus phải tự ra ngoài và bắt được con hươu. Eurystheus đã ra ngoài, nhưng vào khoảnh khắc Heracles thả cho con hươu chạy ra, nó chạy lại tới chỗ bà chủ Artemis của nó. Heracles bỏ đi và nói rằng Eurystheus đã chạy đuổi theo nó không đủ nhanh.
Khi Heracles trở lại với con lợn rừng Erymanthian sau nhiệm vụ thứ tư, Eurystheus lại một lần nữa hoảng sợ và trốn trong chiếc bình, cầu xin Heracles đuổi con thú đi. Và Heracles bắt buộc phải thả con thú ra.
Nhiệm vụ thứ năm do Eurystheus yêu cầu là phải dọn dẹp chuồng ngựa của Augeias trong một ngày. Đạt được thỏa thuận với Augeias, Heracles yêu cầu được lấy một phần mười gia súc của Augeias nếu như công việc hoàn thành. Vì không tin tưởng Heracles có thể hoàn thành nhiệm vụ này nên Augeias đồng ý và nhờ con trai Phyleus của ông làm chứng.
Heracles đã làm cách để chuyển hướng hai con sông ở gần đó là Alpheis và Peneios chảy qua chuồng ngựa, dọn sạch hết vô số đống phân trong chuồng. Tuy nhiên sau khi nhiệm vụ hoàn thành, Augeias đã từ chối không thực hiện theo thỏa thuận. Heracles đưa vụ việc ra tòa, và Phyleus - người làm chứng đã chống lại cha mình. Tức giận, Augeias trục xuất cả Phyleus và Heracles ra khỏi vùng đất trước khi tòa bỏ phiếu phán quyết. Eurystheus từ chối ghi nhận công lao này của Heracles vì anh đã thực hiện nó để đạt được thỏa thuận. Vậy nên Heracles quay lại đuổi Augeias ra khỏi vương quốc (có dị bản cho là Heracles giết Augeias) và đưa Phyleus lên làm vua thay thế. Heracles sau đó lấy một phần mười gia súc của mình và thả chúng ăn cỏ trên cánh đồng cạnh nhà mình.
Đối với nhiệm vụ thứ sáu, Heracles phải đuổi bầy chim Stymphalian ra khỏi đầm lầy mà chúng di cư đến để gây hại. Anh đã dùng mũi tên tẩm độc máu của mãng xà Hydra để bắn chết một số con chim và mang chúng trở về cho Eurystheus để làm bằng chứng.
Với thử thách thứ bảy, Heracles phải bắt được bò mộng Cretan. Anh sử dụng một chiếc dây thòng lọng để bắt con bò 
và mang nó về cho người em họ. Eurystheus yêu cầu hiến tế con bò đực cho nữ thần Hera, vị thần vốn ganh ghét Heracles vì anh là con riêng ngoài giá thú của chồng bà. Bà từ chối việc hiến tế vì nó phản ánh vinh quang của Heracles. Con bò được thả ra và chạy lang thang khắp Marathon, và sau này đó được biết tới là bò mộng Marathonian.
Khi Heracles mang về những con ngựa ăn thịt người của Diomedes thành công, Eurystheus dâng hiến những con ngựa cho Hera và cho phép chúng đi lại tự do ở Argolid. Bucephalus, con ngựa của Alexander Đại đế được cho là hậu duệ của những con ngựa này.
Đi đoạt lấy chiếc thắt lưng của Hippolyte, nữ hoàng của những chiến binh Amazon chính là nhiệm vụ thứ chín của Heracles. Nhiệm vụ lần này lại là yêu cầu của Admete, con gái Eurystheus. Với chiến công thứ mười, Heracles đi cướp đàn gia súc của người khổng lồ Geryon, những con gia súc sau đó bị Eurystheus đem hiến tế cho Hera.
Để mở rộng số lượng chiến công mà Heracles thực hiện được, người ta cho rằng Eurystheus đã không tính hai chiến công của Heracles là giết mãng xà Hydra và dọn dẹp chuồng ngựa Augean. Với chiến công thứ mười một, Heracles phải đi lấy những quả táo vàng của ba chị em Hesperide. Anh đã thuyết phục thần Titan Atlas, cha của ba chị em Hesperide giúp đỡ cho anh, đổi lại là anh phải thay thần Atlas tạm thời chống đỡ bầu trời trong khi ông ta đi hái táo cho anh. Với chiến công của cùng, anh phải đi bắt sống con chó ba đầu Cerberus canh giữ lối vào vương quốc địa ngục của Hades. Khi Heracles cố gắng đem con chó đến, Eurystheus sợ hãi trốn trong chiếc bình một lần nữa, ông ta cầu xin Heracles rời đi vĩnh viễn và đem cả con chó đi theo cùng.

### Cái chết
Sau khi Heracles chết, Eurystheus vẫn còn cay cú vì người anh hùng đã khiến cho ông ta bị sỉ nhục. Ông ta cố gắng tiêu diệt các con của Heracles (Heracleidae) do Hyllus dẫn đầu, những người đã chạy trốn đến thành Athens. Ông ta tấn công thành phố nhưng lại bị đánh bại hoàn toàn. Sau đó Eurystheus và các con trai của ông ta đều bị giết chết. Mặc dù điều phổ biến nhất được kể lại là Hyllus đã giết Eurystheus, các câu chuyện kể về người đã giết Eurystheus và số phận xác của Eurystheus khác nhau. Tuy nhiên, những người Athens tin rằng nơi chôn cất Eurystheus vẫn còn trên đất của họ, và nó bảo vệ đất nước chống lại hậu duệ của Heracles, những người theo truyền thống gồm người dân Sparta và người dân Argos.
Sau cái chết của Eurystheus, hai người con trai của Pelops là Atreus và Thyestes (những người đã được Eurystheus giao cho việc cai trị vùng đất trong thời gian ông ta vắng mặt) đã tiếp quản thành phố, người này triệt hạ người kia để lên ngôi vương, trong khi thành Tiryns quay trở lại thuộc vương quyền của xứ Argos.

## Eurystheus trong vở kịch của Euripides
Eurystheus là một nhân vật trong vở kịch Heracleidae của Euripides. Macaria, một trong những người con gái của Heracles cùng các anh chị em của mình lẩn trốn khỏi Eurystheus. Họ đến thành Athens, nơi đang được vua Demophon trị vì. Khi Eurystheus chuẩn bị tấn công, một nhà tiên tri nói với Demophon rằng ông chỉ có thể giành chiến thắng khi và chỉ khi có một người phụ nữ quý tộc được hiến tế cho nữ thần Persephone. Macaria tình nguyện trở thành người bị hiến tế, vì vậy một dòng suối được đặt tên là suối Macarian để vinh danh cô. Eurystheus nói một cách tiên đoán về việc ông được chôn cất ở Tiểu Á. Ông ta tuyên bố mình sẽ là một kẻ phản diện, mặc dù cuối cùng ông ta trở thành người bảo vệ cho những người Athens.

## Trong văn hóa đại chúng
- Eurystheus xuất hiện trong phim Hercules năm 1958 và được diễn viên người Ý Arturo Dominici thủ vai. Eurystheus trong bộ phim chỉ là một nhân vật phụ được coi là tội phạm được tuyển mộ để giết vua Aeson của Iolcus. Trong đoạn cao trào của bộ phim, ông ta phải đối mặt và bị Hercules dùng thòng lọng siết cổ tới chết.
- Eurystheus xuất hiện trong bộ phim Goliath and the Dragon năm 1960 và được Broderick Crawford thủ vai. Trong bộ phim này, ông được miêu tả là một nhà quân phiệt chuẩn bị xâm chiếm thành Thebes và trở thành nhà vua mới ở đây. Ông ta để cho Hercules thực hiện nhiệm vụ nguy hiểm (điều này gợi nhớ tới Mười hai kỳ công của Hercules), tin rằng người anh hùng sẽ bỏ mạng và bỏ lại thành Thebes không thể phòng thủ được nếu thiếu đi nhà vô địch. Eurystheus sau đó bị giết trong cảnh ở ngục tối cùng với Hercules sau khi bị một nữ nô lệ đẩy vào một hố đầy rắn.
- Eurystheus xuất hiện trong phim Hercules năm 2014 và được Joseph Fiennes thủ vai. Ở đây, Eurystheus (được miêu tả là vua của Athens vào năm 361 trước Công nguyên, khi thành Athens còn được đặt dưới nền dân chủ) phải chịu trách nhiệm trước cái chết của gia đình Hercules (chứ không phải là Hercules). Dưới bùa chú của Hera, Eurystheus đánh thuốc mê Hercules và thả ra ba con sói đen để tấn công Hercules. Những con sói đã giết chết gia đình của Hercules, mặc dù Hercules tin rằng chính Eurystheus giết chết cả gia đình mình. Hercules trả thù cho gia đình mình bằng việc đâm chết Eurystheus bằng chính con dao găm của ông ta.